# Jay Boekelheide
Jay G. Boekelheide (* 13. Mai 1946) ist ein US-amerikanischer Filmeditor und Tongestalter, der 1984 den Oscar für den besten Tonschnitt gewann.

## Leben
Jay Boekelheide, Bruder des Tongestalters und Filmkomponisten Todd Boekelheide, begann seine Laufbahn in der Filmwirtschaft Hollywoods 1979 zunächst als Schnittassistent bei Apocalypse Now. Nach 1980 arbeitete er überwiegend als Sounddesigner und wirkte bis 2010 an der Herstellung von 35 Filmen mit.
Bei der Oscarverleihung 1984 gewann er den Oscar für den besten Tonschnitt in Der Stoff, aus dem die Helden sind (1983) von Philip Kaufman mit Sam Shepard, Scott Glenn und Ed Harris in den Hauptrollen.

## Filmografie (Auswahl)
- 1979: Apocalypse Now
- 1980: The Island
- 1983: Der Stoff, aus dem die Helden sind
- 1984: Amadeus
- 1986: Das Messer am Ufer
- 1989: The Method
- 1989: Die Jugger – Kampf der Besten
- 1995: Species
- 1996: Tell the Truth and Run: George Seldes and the American Press (Dokumentarfilm)
- 2002: The Rise and Fall of Jim Crow (Fernsehdokumentation)
- 2010: The Dead Sleep

## Auszeichnungen
- 1984: Oscar für den besten Tonschnitt